# Коринтски залив
Коринтският залив (на гръцки: Κορινθιακός κόλπος) е дълбоко вдаден в сушата залив на Йонийско море, намиращ се между Пелопонес на юг и континенталната част на Гърция на север и изток. Дължината му от запад на изток е 130 km, а ширината от 8,4 до 32 km, ширина на входа към Патраския залив 2 km над който е изграден мостът Рио-Антирио. Дълбочина до 935 m. На югоизток е ограничен от Коринтския провлак, през който е прокопан Коринтският канал, свързващ залива със Сароническия залив на Егейско море на юг. Бреговете му са предимно стръмни и скалисти, като северните освен това са силно разчленени от множество заливи (Андикира, Залиса, Алкионидес и др.) и зеливчета. Южния му бряг е почти праволинеен. В източната му част се намира група от четири ненаселени островчета – Алкионидес. В залива се вливат множество малки реки, като най-големите са Морнос от север и Асопос от юг. По бреговете му са разположени множество населени места, като най-големи са Коринт, Кятон и Егио на южния бряг и Илеа на северния.
Коринтският залив е разположен в силно сеизмична област. Заобиколен е от номите Етолоакарнания от северозапад, Фокида на север, Беотия на североизток, Атика на изток, Коринт и Ахея на юг.